# River Marron
Der River Marron ist ein Fluss in Cumbria, England.
Der River Marron entsteht nördlich von Rowrah aus dem Zusammenfluss von Colliergate Beck und Scallow Beck. Der Fluss fließt in nördlicher Richtung bis zu seiner Mündung in den River Derwent südwestlich von Great Broughton.